# Montebello Ionico
Montebello Ionico község (comune) Calabria régiójában, Reggio Calabria megyében.

## Fekvése
A megye délnyugati részén fekszik. Határai: Bagaladi, Melito di Porto Salvo, Motta San Giovanni, Reggio Calabria és San Lorenzo.

## Története
A középkori alapítású települést 1864-ig Montebellónak hívták. Korabeli épületeinek nagy része az 1783-as calabriai földrengésben elpusztult. A 19. században nyerte el önállóságát, amikor a Nápolyi Királyságban felszámolták a feudalizmust.

## Népessége
A népesség számának alakulása:

## Főbb látnivalói
- Maria SS. della Presentazione-templom
- San Leonardo-templom